# Moncheïta
La moncheïta és un mineral de la classe dels sulfurs, que pertany al grup de la melonita. Rep el nom pel dipòsit de Monchegorsk i la Tundra Monche, a Rússia, la seva localitat tipus.

## Característiques
La moncheïta és un sulfur de fórmula química (Pt,Pd)(Te,Bi)₂. Es tracta d'una espècie aprovada per l'Associació Mineralògica Internacional, i publicada per primera vegada el 1963. Cristal·litza en el sistema trigonal. La seva duresa a l'escala de Mohs es troba entre 2 i 3.
Segons la classificació de Nickel-Strunz, la moncheïta pertany a «02.EA: Sulfurs metàl·lics, M:S = 1:2, amb Cu, Ag, Au» juntament amb els següents minerals: silvanita, calaverita, kostovita, krennerita, berndtita, kitkaïta, melonita, merenskyita, shuangfengita, sudovikovita, verbeekita, drysdal·lita, jordisita, molibdenita i tungstenita.

## Formació i jaciments
Va ser descoberta al dipòsit de coure i níquel de Monchegorsk, a l'óblast de Múrmansk (Rússia). Tot i tractar-se d'una espècie no gaire habitual ha estat descrita en tots els continents del planeta a excepció de l'Antàrtida.